# Otto Berg (atleta)
Otto Berg   (Bolsøy Municipality, 24 d'agost de 1906 - Bærum, 10 d'abril de 1991) va ser un atleta noruec, especialista en el salt de llargada, que va competir durant les dècades de 1920 i 1930.
El 1936 va prendre part en els Jocs Olímpics d'Estiu de Berlín, on fou desè en la prova del salt de llargada del programa d'atletisme. En aquests Jocs fou l'encarregat de dur la bandera de Noruega en la cerimònia inaugural.
En el seu palmarès destaca una medalla de plata en la prova del salt de llargada al Campionat d'Europa d'atletisme de 1934, rere Wilhelm Leichum, i els campionats de Noruega de salt de llargada de 1931, 1934, 1935 i 1936, dels 100 metres de 1935 i de salt d'alçada i llargada aturat de 1935 i 1936.
El 1934 va rebre el premi Egebergs Ærespris.

## Millors marques
- Triple salt. 14,31 metres (1927)
- Salt de llargada. 7,53 metres (1934)[9]